# Voetverbranding
Voetverbranding is een martelmethode, die gebruikt werd bij gedwongen verklaringen. Voetverbranding werd in de middeleeuwen in Europa gebruikt. In de 20e eeuw werd ze nog steeds toegepast door repressieve regimes in de wereld.
In middeleeuws Europa werd voetverbranding gebruikt voor kleine misdaden. Hierbij werden hete kolen onder de voeten gelegd terwijl de voeten in een houten blok vastgezet waren. Hierdoor was het voor de gevangene onmogelijk om z'n voeten aan de hitte te onttrekken.
Tijdens een verhoor werd de pijn van de voeten verlicht door ze toe te dekken. Dit was vaak de aanleiding voor de gevangene welke verklaring dan ook af te leggen om niet opnieuw aan de voetverbranding blootgesteld te worden.
In de Volksrepubliek China werd in de jaren '50, '60 en '70 naast hete kolen ook chilipoeder onder de voeten aangestoken.